# Белодрешна носия
Белодрешната носия е традиционен костюм, една от главните категории на мъжките български носии, наред с чернодрешната носия.
Името идва от обикновено светлия цвят на горните дрехи – наричани менте, долактанка, дорамче, голема дреа, долама, глухче, късаче, клашник, – въпреки че на някои места те могат да бъдат и тъмносини или черни. Горните дрехи имат по-широка кройка и са по-дълги, отколкото при чернодрешната носия, и почти винаги са без яка. Друга характерна особеност на белодрешното облекло са обикновено светлите тесни панталони – беневреци или чешири. Те имат значително по-ниска предница, като често ризата е видима под пояса. Ризите, шапките и поясите са доголяма степен сходни при двете групи носии.
През 20-те години на XX век белодрешната носия е разпространена приблизително на запад от ятовата граница, достигайки на юг до Самоковско и Дупнишко, но без да включва Кюстендилско и Горноджумайско. Въз основа на етимологията на свързаните с него термини, както и на сходства с традиционното облекло на сърби, албанци, румънци и дори украинци, белодрешното облекло се смята за по-старо от чернодрешното, което е формирано под силно турско влияние и дори през XIX век се наблюдава неговото постепенно разпространение на запад.
Белодрешната носия има няколко обособени варианта със собствен географски обхват:
- Софийски: тъмни, сравнително къси и клинати горни дрехи с бяло везмо; син пояс; наколенници (колчаци) на беневреците; богато везмо по яката, пазвата и маншетите на ризата
- Трънско-Радомирски: дълги горни дрехи; тъмночервен или по-светло червен пояс, запасван върху горната дреха; украса с черни гайтани по горната дреха и беневреците
- Северозападен: дълги силно клинати горни дрехи, които не се запасват